# Nicholas Nicastro
Pour les articles homonymes, voir Nicastro.
Nicholas Nicastro, né à Astoria (New York) en 1963, est un romancier américain.

## Biographie
Il est diplômé en anglais de l'université Cornell en 1985, en cinéma de l'université de New York en 1991, en archéologie (1996) et en psychologie de Cornell (2003). Il a travaillé comme critique de cinéma et a enseigné l'anthropologie, la psychologie et l'écriture à l'université Cornell. Sa thèse sur la façon dont les humains réagissent aux vocalisations des chats domestiques a attiré l'attention des médias. En 2005, il a quitté le milieu universitaire pour se consacrer à l'écriture à plein temps.
Ses romans Empire of Ashes: A Novel of Alexander The Great (2004), The Isle of Stone: A Novel of Ancient Sparta (2005) et Antigone's Wake: A Novel of Imperial Athens (2007) ont pour cadre la Grèce antique, alors que The Passion of the Ripper (2010) est un roman sur Jack l'Éventreur.

## Romans
- The Eighteenth Captain (1999)
- Between Two Fires (2002)
- Empire of Ashes: A Novel of Alexander The Great (2004)
- The Isle of Stone: A Novel of Ancient Sparta (2005)
- Antigone's Wake: A Novel of Imperial Athens (2007)
- The Passion of the Ripper (2010)
- Hell's Half-Acre (2015)
- Ella Maud (2018)